# Catalina Velasco
Marta Catalina Velasco Campuzano (18 de junio de 1971, Bogotá, Colombia) es una economista de la Universidad de los Andes, especialista en Derecho Urbanístico de la Pontificia Universidad Javeriana y en políticas públicas y gestión urbana; máster en Políticas Públicas de la Universidad de Míchigan y doctora en Estudios Políticos en la Universidad Externado de Colombia.
Durante su trayectoria laboral en el sector público se desempeñó como secretaria de Planeación, entre 2006 y 2007; secretaria de Hábitat, entre 2008 y 2009, y trabajó como vicepresidente de servicios públicos y regulación del Grupo de Energía de Bogotá, entre 2012 y 2013.
Desde 2014, y hasta el 2022, se ha desempeñado como consultora en gestión urbana y políticas públicas.
Desde el 11 de agosto de 2022 hasta julio de 2024 ejerció el cargo de ministra de Vivienda, Ciudad y Territorio en el gobierno de Gustavo Petro.

## Biografía

### Estudios
Velasco es economista de la Universidad de los Andes. Es especialista en Derecho urbanístico de la Pontificia Universidad Javeriana, magíster en Políticas Públicas de la Universidad de Míchigan y tiene un doctorado en Estudios Políticos de la Universidad Externado de Colombia.

### Trayectoria política y pública

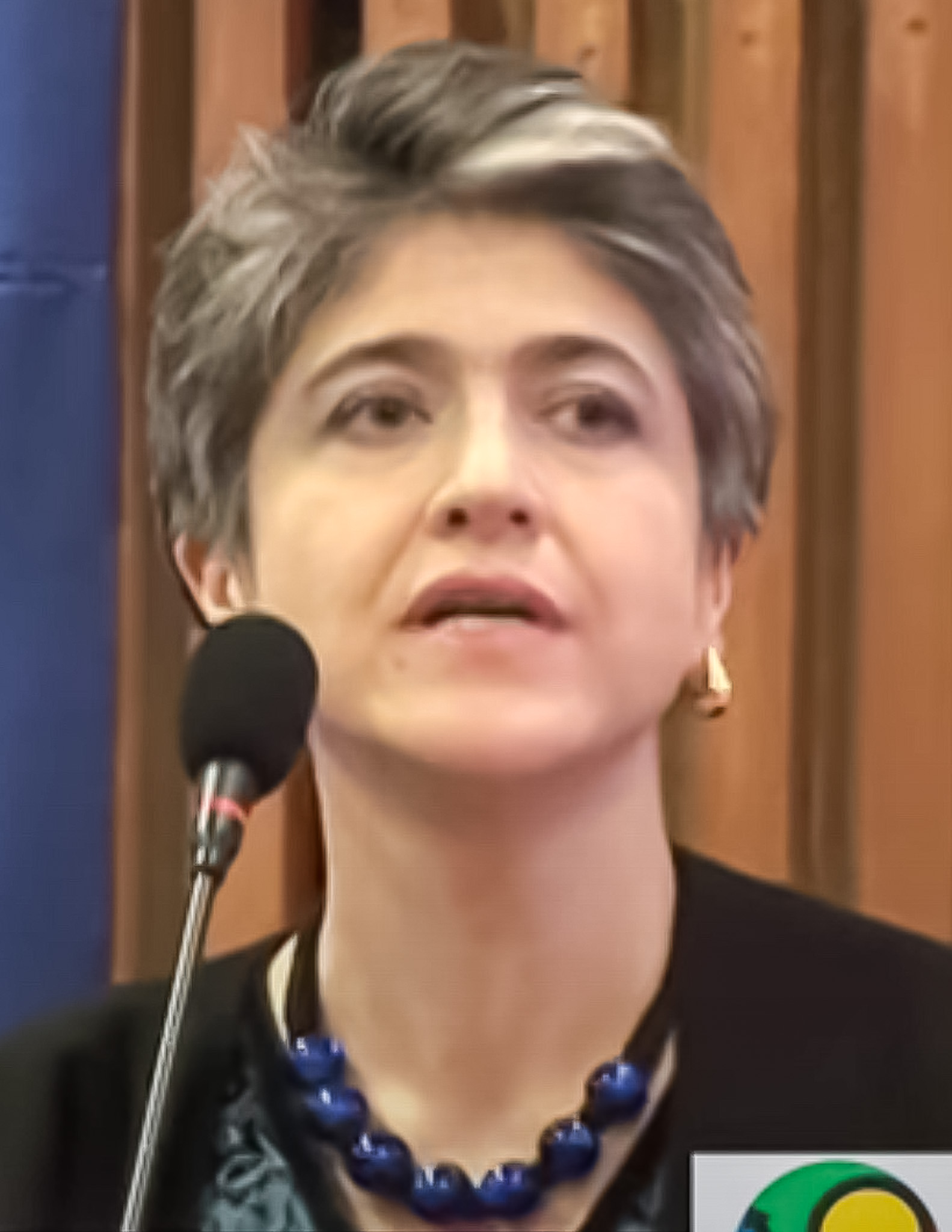
Velasco en 2011 durante la inauguración del Movimiento Progresistas.

Inició su vida profesional en 1989 como economista y consultora de distintas empresas hasta 2004. Ese año, el entonces alcalde de Bogotá, Luis Eduardo Garzón la designó como Subsecretaria de Planeación y Finanzas de la Secretaría Distrital de Educación de Bogotá. Posteriormente, Garzón la designó como Secretaria Distrital de Planeación entre el 1 de enero de 2006 y el 1 de enero de 2007.
El nuevo alcalde de Bogotá, Samuel Moreno la designó como Secretaria Distrital de Hábitat el 1 de enero de 2008, cargo al que renunció a finales de octubre de 2009.
El 1 de febrero de 2012 fue designada como Vicepresidenta de Servicios Públicos y Regulación de la Empresa de Energía de Bogotá. Cargo que ocupó hasta el 15 de noviembre de 2013 durante la alcaldía de Gustavo Petro. Desde febrero de 2014 se desempeñaba como consultora en Políticas Públicas y Gestión Urbana de la Alcaldía Mayor de Bogotá durante las gestiones de Petro y de Claudia López Hernández.
El 7 de agosto de 2022 fue designada por el presidente Gustavo Petro como Ministra de Vivienda de Colombia.